# Скала Сотирос
Скала Сотирос (на гръцки: Σκάλα Σωτήρος) е село на остров Тасос в Северна Гърция.

## География
Селището е разположено в северозападната част на острова, на около 16 km югозападно от град Тасос. Селото се намира на 252 метра надморска височина.

## История
На австро-унгарската военна карта е отбелязано като Сутирос (Sutiros).
Селището възниква като пристанище на Сотирас, каквото и значи името му, и постепенно се разраства. За пръв път влиза в преброяванията в 1961 година.
| Година    | 1913 | 1920 | 1928 | 1940 | 1951 | 1961 | 1971 | 1981 | 1991 | 2001 | 2011 | 2021 |
| --------- | ---- | ---- | ---- | ---- | ---- | ---- | ---- | ---- | ---- | ---- | ---- | ---- |
| Население |      |      |      |      |      | 142  | 230  | 277  | 338  | 368  | 376  | 360  |